# Tabular Mountain
Tabular Mountain är ett berg i Antarktis. Det ligger i Östantarktis. Nya Zeeland gör anspråk på området. Toppen på Tabular Mountain är 2 751 meter över havet, eller 650 meter över den omgivande terrängen. Bredden vid basen är 9,6 km.
Terrängen runt Tabular Mountain är kuperad åt nordväst, men åt sydost är den bergig. Trakten är obefolkad. Det finns inga samhällen i närheten. 